# Festival Internacional de Música y Danza de Granada
El Festival Internacional de Música y Danza de Granada es un festival estival que se desarrolla en La Alhambra desde 1952 en la ciudad española de Granada.

## Desarrollo
El festival se celebra entre los meses de junio y julio en los palacios y jardines de la Alhambra, y en los principales monumentos, calles y plazas de Granada y provincia. Atrae cada verano a unos 60.000 espectadores. Desde septiembre de 2024 está dirigido por el gestor cultural Paolo Pinamonti.
Las grabaciones de conciertos realizadas por distintas plataformas de comunicación permiten la difusión del Festival internacionalmente. 
El Festival de Granada presenta tres ejes fundamentales de actividad: el programa central, basado en música clásica, ópera, ballet, danza española y flamenco; los cursos Manuel de Falla y el FEX (EXtensión del Festival) por la ciudad de Granada y provincia.

## Antecedentes
El Festival Internacional de Música y Danza tiene su origen en los conciertos sinfónicos que desde 1883 se celebraban en el Palacio de Carlos V de la Alhambra, durante las fiestas de Corpus Christi. De especial trascendencia en aquellos años fue también la celebración del Concurso de Cante Jondo, convocado en 1922 por Federico García Lorca, Manuel de Falla y otros intelectuales y artistas de la época como Andrés Segovia, Fernando de los Ríos, Ignacio Zuloaga, Manuel Ángeles Ortiz, Joaquín Turina o Santiago Rusiñol.

## Historia del Festival
El Festival fue creado en 1952 con la denominación de «Primer Festival de Música y Danza Españolas», bajo los auspicios de los Ministerios de Asuntos Exteriores, de Educación Nacional, y de Información y Turismo. La idea surgió de Antonio Gallego Burín, entonces director general de Bellas Artes, con la finalidad de atraer riqueza a la ciudad y generar un clima de cultura en la España de la posguerra.
La primera edición del Festival contó con la participación de los bailarines Antonio y Rosario, el director de orquesta Ataúlfo Argenta, la soprano Victoria de los Ángeles, y el concertista Andrés Segovia, entre otros. En 1953 se celebró el II Festival Internacional de Música y Danza de Granada, denominación desde entonces,  y se inaugura el teatro de cipreses de los Jardines del Generalife Alhambra, construido para albergar las sesiones de danza española y ballet clásico del Festival.
Han recorrido el mundo imágenes de Artur Rubinstein, Victoria de los Ángeles, o Andrés Segovia en los más bellos patios árabes de la Alhambra; de Carl Schuricht, Herbert von Karajan o Sergiu Celibidache dirigiendo en el Palacio de Carlos V, y de Margot Fonteyn o Rudolf Nureyev bailando en los Jardines del Generalife. También han actuado Teresa Berganza, Lorin Maazel, Marta Argerich, Antonio el bailarín, Vladimir Ashkenazy, Jessye Norman, Monstserrat Caballé o Joaquín Achúcarro, entre otros. 
Los Cursos Internacionales Manuel de Falla se enriquecen con el magisterio de los artistas y compositores que participan en cada edición del Festival, y contribuyen a reforzar los estudios y ámbitos profesionales de la música y la danza. Cuentan con la colaboración de la Universidad de Granada.
El FEX extiende el Festival como fiesta de las artes vivas, por calles, plazas y bellos rincones de Granada y provincia, con una programación multicultural dirigida a un público juvenil, familiar y abierto.
En 2026, el Festival de Granada celebrará su 75 aniversario.
Directores
- Antonio Martín Moreno, catedrático universitario (1985-1987)[1]
- María del Carmen Palma, gestora cultural (1987-1992)[2]
- Juan de Udaeta, director de orquesta (1992-1995)
- Alfredo Aracil, compositor (1995-2001)[3]
- Enrique Gámez Ortega, gestor cultural  (2001-2012)[4]
- Diego Martínez Martínez, gestor cultural (2012-2017)[5]
- Pablo Heras-Casado, director de orquesta (2017-2019)[6]
- Antonio Moral Rubio , gestor cultural (2019-2024)[7]
- Paolo Pinamonti, musicólogo y gestor cultural (2024-en el cargo)[8]

## Entidades Rectoras
En la actualidad es una iniciativa del Ministerio de Cultura y Deporte, la Junta de Andalucía, el Ayuntamiento de Granada, la Diputación de Granada, Patronato de la Alhambra y Generalife y la Universidad de Granada. El Festival cuenta con el patrocinio de numerosas empresas reunidas en su Círculo de Mecenazgo.